# فمینیسم در نپال
فمینیسم در نپال در درجه اول به برابری و برابری فرصت‌ها می‌پردازد. جامعه نپالی به‌طور سنتی پدرسالار است. فمینیست‌ها در نپال به دنبال حل این وضعیت هستند. اکثر زنان در نپال در یک سلسله مراتب اجتماعی پایین‌تر از شوهران و پدران خود قرار می‌گیرند. در گذشته، زنان نپالی در هر جنبه‌ای از جامعه نپال: اجتماعی، سیاسی یا اقتصادی، بد رفتار می‌کردند. آمارهای مربوط به خشونت علیه زنان، این نابرابری‌ها را برجسته می‌کند:
- ۷۷ درصد از موارد خشونت علیه زنان از درون خانواده گزارش شده است.
- ۲۲ درصد از زنان ۱۵ تا ۴۹ ساله حداقل یک بار از سن ۱۵ سالگی خشونت فیزیکی را تجربه کرده‌اند.
- ۴۳ درصد از زنان در محل کار آزار جنسی را تجربه کرده‌اند. سالانه بین ۵۰۰۰ تا ۱۲۰۰۰ دختر و زن قاچاق می‌شوند.
- ۷۵ درصد آنها زیر ۱۸ سال سن دارند و اکثریت آنها به تن‌فروشی اجباری فروخته می‌شوند.

## تاریخچه
اولین سازمان فمینیستی در نپال انجمن زنان نپال بود که تحت رهبری مانگالا دوی سینف شروع به کار کرد.
قبل از سال ۲۰۰۷، زنان زیر ۳۵ سال نمی‌توانستند بدون اجازه پدر یا شوهر خود برای دریافت گذرنامه اقدام کنند.
در آگوست ۲۰۰۹، در واکنش به تصمیم دولت مبنی بر دادن ۶۵۰ دلار پول نقد به زنان مجرد نپالی در ازای ازدواج، اعتراضی در کاتماندو برگزار شد. این راهپیمایی را «جهیزیه دولتی» نامیدند.

## دستاوردها
- ۳۳ درصد کرسی‌ها در هر کمیته و گروه از سطح پایه تا قانونگذاری نپال برای زنان محفوظ است. با این حال، این سیاست‌های رزرو به شدت اجرا نمی‌شود.
- دولت ضمن ثبت اموال به نام زنان، برای بهبود دسترسی زنان به دارایی، یارانه مالیات می‌دهد.
- مجموعه قواعد دستور زبان خاصی در زبان نپالی وجود دارد، به ویژه در مورد زنان. در اواسط قرن بیستم، به دلیل جنبش فمینیستی، که متوجه استفاده از این کلمات شد، شروع به تغییر کرد. بیشتر زبان متشکل از کلمات جنسیتی برای توصیف زنان بود، در حالی که مردان با کلمات مثبت توصیف می‌شدند.

## سازمان‌ها
- ABC نپال
- مایتی نپال
- انجمن زنان، قانون و توسعه
- سانچاریکا ساموها
- شاکتی ساموها
- زنان رهبری می‌کنند
- مرکز توانبخشی زنان (worec نپال)
- زنان برای صلح و دموکراسی نپال
- دیلاشا آویان (یا مأموریت کنسول)

## افراد قابل توجه
یکی از معدود زنانی که تأثیر زیادی بر جنبش فمینیستی نپال گذاشته، سیمون دوبووار با کتاب «جنس دوم» است. چنین نوشته‌ای با اراده قوی به بیشتر زنان نپالی کمک کرد تا حقوق شهروندی خود را یادآوری کنند.